# Saison 1 de Zorro (série télévisée, 1990)
Chronologie
Saison 2 de Zorro
Cet article présente le guide des épisodes de la première saison de la série télévisée Zorro de 1990. Cette saison est composée de 25 épisodes de 22 minutes, diffusés du 5 janvier 1990 au 25 mai 1990 sur la chaîne The Family Channel.
Elle est diffusée en France à partir du 14 mai 1990 sur Canal+.

## Synopsis
Don Diego de la Vega est de retour en Californie après quatre ans d'absence, et assume l'identité de Zorro afin de défendre les gens opprimés sous le gouvernement tyrannique de l'alcade Luis Ramon. Diego prétend n'avoir d'intérêt que pour les livres et les arts, et seul son ami muet Felipe, jeune orphelin qu’il a recueilli, connaît son secret.

## Distribution

### Rôles principaux
- Duncan Regehr (VF : Patrick Laval) : Don Diego de la Vega / Zorro
- Patrice Martinez (créditée en tant que Patrice Camhi) (VF : Malvina Germain) : Victoria Delgado / Victoria Escalante
- James Victor (VF : Philippe Dumat) : Sergent Jaime Mendoza
- Juan Diego Botto : Felipe
- Efrem Zimbalist Jr. (VF : Gabriel Cattand) : Don Alejandro de la Vega
- Michael Tylo (VF : Jean Barney) : Alcade Luis Ramon

### Acteurs récurrents
- Jim Carter : Colonel Mefisto Palomarez (2 épisodes)
- Emilio Linder : Ricardo Quintana (2 épisodes : 22 et 23)
- Luis Lorenzo : Caporal Gomez (5 épisodes)
- Dennis Vaughan : Docteur Hernandez (2 épisodes)

### Acteurs invités
- Benita André : Margarita de Madeira (épisode 5)
- Timothy Bateson : Padre Benites (épisode 19)
- Lloyd Battista : Ricardo Cortez / Señor Morales (épisode 1)
- John Benfield : Saragoza (épisode 19)
- Rosalind Bennett : Señora Francesca (épisode 2)
- Jorge Bosso : caporal (épisode 8)
- Joseph Boudy (épisode 18)
- Ignacio Carreño : Faux Zorro (épisode 4)
- Diane Civita : Myatana (épisode 22)
- Peter Diamond : Sir Edmond Kendall (épisode 8)
- Pascal Feier : Rafael de la Vega (épisode 5)
- Stephen Grief : Torres (épisode 20)
- Nicholas Guest (en) : Foucard, le magicien (épisode 14)
- Louis Hilyer : Señor Herrera (épisode 6)
- George Innes : Ribicoff, le chef russe (épisode 7)
- Tony Isbert : Arturo (épisode 22)
- Nur Al Levi : Felipe enfant (épisode 8 et 24)
- Jason Levine (épisode 18)
- Gerard Logan : Lieutenant Francisco Escalante (épisode 24)
- Pedro Losada : un des bandits (épisode 21)
- Benito Martinez : José Maceas (épisode 6)
- Maurice O’Connell : Don Emilio (épisode 20)
- Valentine Pelka : Leonardo Montez (épisode 17)
- Isabel Prinz : Señorita Rosita (épisode 7)
- Noel Sansom (épisode 18)
- Dougray Scott : Don Pedro DeSoto (épisode 18)
- Philip Taylor : Sebastian Moreno (épisode 16)
- Philip Michael Thomas : Jack Holten (épisode 12)
- Hunter Tylo : Senora Del Reynoso (épisode 24)
- Richard Yñiguez : Casey Hawkes (épisode 21)

## Épisodes

### Épisode 1: Le Mort se porte bien
- États-Unis : 5 janvier 1990 sur The Family Channel.
- France : 14 mai 1990 sur Canal+

- Lloyd Battista : Ricardo Cortez / Señor Morales

- Il existe une autre version de l’épisode pilote intitulée Zorro: The Legend Continues. Dans celle-ci les rôles sont joués par des acteurs complètement différents : Patrick James (Don Antonio de la Cruz / Zorro, un héritier de Don Diego), Valentin de Vargas (l’alcade) et Pedro Losada (Felipe). Seule Patrice Martinez qui y joue une riche Doña sera reprise dans la version définitive pour le rôle de Victoria[1].
- Lors de sa première diffusion, la musique du générique de début était différente des autres épisodes et les paroles étaient chantées par un homme. Lors de l’édition DVD américaine, la chanson fut remplacée pour correspondre aux autres épisodes, chantée alors par Cathi Campo.
- L’épisode a été repris dans le no 3 de la série de comics Zorro chez l’éditeur Marvel Comics. Intitulé Dead Men Tell No Tales (février 1991), le scénariste Ian Rimmer reprend l’histoire de Philip John Taylor avec Mario Capaldi au dessin, Stuart Bartlett au lettrage et Elian Peters à la couleur[2].

### Épisode 2: L'Intruse
- États-Unis : 12 janvier 1990 sur The Family Channel.
- France : mai 1990 sur Canal+

- Rosalind Bennett : Señora Francesca de la Pena
- José Conde : Ramirez
- José Yepes : Gomez

- L’épisode a été repris dans le no 11 de la série de comics Zorro chez l’éditeur Marvel. Intitulé Engagement with Death (octobre 1991), le scénariste Ian Rimmer adapte très librement l’histoire de Bruce Lansbury avec David Taylor au dessin, Colin Fawcett à l’encrage, Stuart Bartlett au lettrage et Louise Cassel à la couleur[3].

### Épisode 3: Sabotage
- États-Unis : 19 janvier 1990 sur The Family Channel.
- France : 1990 sur Canal+

- L’épisode a été repris dans le no 7 de la série de comics Zorro chez l’éditeur Marvel. Intitulée Liquid Gold (juin 1991), le scénariste Ian Rimmer reprend l’histoire de Ron Friedman avec David Taylor au dessin, Stuart Bartlett au lettrage et Elian Peters à la couleur[4].

### Épisode 4: Zorro contre Zorro
- États-Unis : 26 janvier 1990 sur The Family Channel.
- France : 1990 sur Canal+

- Ignacio Carreño : le faux Zorro

L’Alcade tente de monter la population contre Zorro. Au même moment, le campement des indiens est attaqué et brûlé. Le responsable a laissé un grand Z sur les tipis épargnés. Les soldats rentrant d’une patrouille annoncent avoir été attaqués par Zorro qui les a abandonné attaché au milieu de nulle part. Alors que Diego cherche à en apprendre plus au pueblo, il assiste au combat d’un homme habillé en Zorro contre les soldats et qui cherche à fuir après avoir volé l’église. La population commence à se retourner contre leur ancien héros.
- Ignacio Carreño qui joue ici le Zorro imposteur était le cascadeur qui doublait Duncan Regehr dans la série[5].

### Épisode 5: Duel en famille
- États-Unis : 2 février 1990 sur The Family Channel.
- France : 1990 sur Canal+

- Benita André : Margarita de Madeira
- Pascal Feier : Rafael de la Vega

Rafael, le cousin de Diego, se présente à l’hacienda des De la Vega avec sa fiancée Margarita. Alors qu’ils discutent, Felipe arrive et leur apprend que des troubles ont lieu au pueblo. Se rendant au village, sans Diego, ils découvrent que les soldats ont arrêté plusieurs fermiers pour ne pas avoir payé les taxes à la suite de mauvaises récoltes. L’Alcade ordonne leur pendaison mais Zorro intervient. Margarita semble fascinée par le héros local.
A leur retour à l’hacienda, Raphael annonce un toast pour son futur mariage, avec Diego pour témoin mais Margarita lui annonce qu’elle refuse de se marier. Elle est dorénavant amoureuse d’un autre homme : Zorro !
- L’épisode a été repris dans le no 6 de la série de comics Zorro chez l’éditeur Marvel. Intitulé The Best Man (mai 1991), le scénariste Ian Rimmer reprend l’histoire de Robert L. McCullough avec Mario Capaldi au dessin, Stuart Bartlett au lettrage et Elian Peters à la couleur[6].
- Benita André qui joue Margarita est la sœur de Patrice Martinez.

### Épisode 6: Le Défi de Zorro
- États-Unis :  9 février 1990 sur The Family Channel.
- France : 1990 sur Canal+

- Benito Martinez : José Maceas
- Louis Hilyer : Señor Herrera

- Benito Martinez qui joue Maceas est le frère de Patrice Martinez.
- Dans cet épisode, le sergent Mendoza a eu un accident avec un cheval. Il dit ainsi à Diego : « Je hais les chevaux. Je ne comprends pas qu’une si grosse bête ait si peu de cerveau. Ce sont des animaux très dangereux. » Cette situation renvoie à l’acteur James Victor lui-même qui craignait les chevaux en plus d’y être allergique[7].

### Épisode 7: La Rançon
- États-Unis : 16 février 1990 sur The Family Channel.
- France : 1990 sur Canal+

- George Innes : Ribicoff, le chef russe
- Isabel Prinz : Señorita Rosita

Alors qu’il chevauche dans les alentours de Los Angeles, Zorro tombe sur les traces d’une voiture. Remontant la piste, il découvre le campement de voleurs en train de trier leur butin. Alors qu’il les attaque, les voleurs prennent la fuite mais les pleurs d’un bébé arrête Zorro. Il découvre une petite fille dans un panier à l’arrière du chariot. Ne sachant pas quoi faire, il la ramène à l’hacienda.
Au pueblo, des colons russes viennent voir l’alcade pour lui signaler le vol d’un chariot et d’un bébé. Ils offrent 500 pesos de récompense à qui leur rendra l’enfant.

### Épisode 8: Naissance d'une légende
- États-Unis : 17 février 1990 sur The Family Channel.
- France : 1990 sur Canal+

- Peter Diamond : Sir Edmond Kendall
- Nur Al Levi : Felipe enfant
- Jorge Bosso : caporal
- Luis Lorenzo : Caporal Gomez

L’Alcade dépasse les bornes. Il a fait arrêter des fermiers et compte les utiliser comme esclaves pour construire une grande route reliant Los Angeles et le port de San Pedro. Excédé, Don Alejandro décide de se rendre à Monterey voir le gouverneur. Le voyage doit durer une semaine. L’Alcade donne l’ordre à Mendoza d’empêcher Don Alejandro de prendre la route mais Zorro apparaît et détourne l’attention des soldats. Il les entraîne dans une longue course-poursuite, jouant avec eux. Mais lors d’un arrêt au bord d’une falaise, le coup de feu d’un soldat le surprend. Désarçonné, il fait une chute de plusieurs mètres. Le pensant mort, les soldats vont prévenir l’alcade.
- Les quatre parties composant l’arc narratif The Legend Begins sont diffusés à la suite le même jour. Ils sortent en cassette vidéo en 1996 aux États-Unis sous la forme d’un film de 90 minutes [8]. Lors de cette sortie, le film a été rallongé avec une scène coupée montrant Felipe escalader une falaise [9].
- L’arc narratif The Legend Begins a été repris dans le no 1 de la série de comics Zorro chez l’éditeur Marvel. Intitulé Genesis (décembre 1990), le scénariste Ian Rimmer reprend l’histoire de Robert L. McCullough et Philip John Taylor avec Mario Capaldi au dessin, Stuart Bartlett au lettrage et Elian Peters à la couleur[10]. Ce premier numéro indique que les évènements de l’épisode se déroule durant l’année 1815[11].
- Peter Diamond qui joue Sir Edmond Kendall était avant tout le coordinateur des cascades et le maitre d'escrime lors du tournage de la série[12].

### Épisode 9: Un cavalier dans la nuit
- États-Unis : 17 février 1990 sur The Family Channel.
- France : 1990 sur Canal+

- Luis Lorenzo : Caporal Gomez

Zorro blessé ne peut toujours pas se déplacer, pire il sombre à nouveau dans ses délires.
A son retour de Madrid, il découvre l’alcade rendant sa propre « justice ». Son père, Don Alejandro tente de faire entendre raison à celui-ci, le prévenant que son oppression va pousser le peuple à la révolte. Ramon le menace de l’emprisonner s’il continue de se mêler de ses affaires. Le caporal fait savoir que quelque chose se déroule à la taverne. L’alcade s’y rend pour découvrir Victoria haranguant la foule et poussant les gens à se rebeller contre la tyrannie. L’alcade l’arrête, Alejandro tente de s’interposer et frappe l’alcade. Il se fait également arrêter. Diego tente de discuter avec l’Alcade mais ne reçoit que des menaces.
- Les quatre parties composant l’arc narratif The Legend Begins sont diffusés à la suite le même jour. Ils sortent en cassette vidéo en 1996 aux États-Unis sous la forme d’un film de 90 minutes[8].

### Épisode 10: Le Signe de Zorro
- États-Unis : 17 février 1990 sur The Family Channel.
- France : 1990 sur Canal+

- Luis Lorenzo : Caporal Gomez

Descendant au fond du ravin pour récupérer le corps du hors-la-loi, les soldats ne trouvent que la cape et le chapeau de Zorro. Celui-ci a pu se cacher avec l’aide de Felipe. Au même moment, en haut du ravin, Tornado détache les chevaux des soldats et les fait fuir. Pensant que c’est l’œuvre de Zorro, Mendoza et ses hommes quittent le ravin et doivent faire les dix kilomètres les séparant du pueblo à pieds. Surpris par leur brusque départ, Zorro pense à une diversion de la part de Tornado. Sombrant à nouveau dans ses souvenirs, Zorro se remémore sa recherche d’une monture à la hauteur des besoins de Zorro. Cherchant dans les environs des chevaux sauvages avec Felipe, il finit par apercevoir un étalon noir. Le poursuivant, ils découvrent une jument et son poulain malade que l’étalon semble protéger. Diego réussit à approcher l’étalon après s’être occupé du poulain. L’ayant ramené à la grotte, c’est Felipe qui lui trouve son nom : Tornado.
- Les quatre parties composant l’arc narratif The Legend Begins sont diffusés à la suite le même jour. Ils sortent en cassette vidéo en 1996 aux États-Unis sous la forme d’un film de 90 minutes[8].

### Épisode 11: Une légende sans fin
- États-Unis : 17 février 1990 sur The Family Channel.
- France : 1990 sur Canal+

- Luis Lorenzo : Caporal Gomez
- Dennis Vaughan : Docteur Hernandez

Tornado retrouve Zorro et Felipe au fond du ravin et les ramène à l’hacienda. Le docteur Hernandez prescrit une semaine de repos à Diego à la suite de sa « chute de cheval ». Mais au pueblo, tout va mal. L’Alcade a annoncé officiellement la mort de Zorro. Il en profite pour retomber dans ses anciens travers : tout est taxés et les hommes sont mis aux travaux forcés pour construire sa grande route.
- Les quatre parties composant l’arc narratif The Legend Begins sont diffusés à la suite le même jour. Ils sortent en cassette vidéo en 1996 aux États-Unis sous la forme d’un film de 90 minutes[8].

### Épisode 12: Un poing, c'est tout
- États-Unis : 23 février 1990 sur The Family Channel.
- France : 1990 sur Canal+

- Philip Michael Thomas : Jack Holten

### Épisode 13: Honore le père
- États-Unis : 2 mars 1990 sur The Family Channel.
- France : 1990 sur Canal+

- Dennis Vaughan : Docteur Hernandez

### Épisode 14: Le Magicien
- États-Unis : 9 mars 1990 sur The Family Channel.
- France : 1990 sur Canal+

- Nicholas Guest (en) : Foucard, le magicien

- L’épisode a été repris dans le no 2 de la série de comics Zorro chez l’éditeur Marvel. Intitulé The Magician ! (janvier 1991), le scénariste Ian Rimmer reprend l’histoire de Ted Alben et Greg Klein avec Mario Capaldi au dessin, Stuart Bartlett au lettrage et Elian Peters à la couleur [13].

### Épisode 15: Pacte avec le diable
- États-Unis : 16 mars 1990 sur The Family Channel.
- France : 1990 sur Canal+

- Jim Carter : Colonel Mefisto Palomarez

- L’épisode a été repris dans le no 5 de la série de comics Zorro chez l’éditeur Marvel. Intitulé Deal with the Devil (avril 1991), le scénariste Ian Rimmer reprend l’histoire de Suzanne Herrera avec Mario Capaldi au dessin, Stuart Bartlett au lettrage et Elian Peters à la couleur [14].

### Épisode 16: Qui est Zorro?
- États-Unis : 23 mars 1990 sur The Family Channel.
- France : 1990 sur Canal+

- Philip Taylor : Sebastian Moreno

Mendoza et deux soldats entrent dans la taverne. L’alcade a donné l’ordre d’afficher son portrait dans tout le pueblo. Alors qu’ils allaient repartir, un étranger entre et demande l’adresse de Zorro. C’est Sebastian Moreno, un écrivain qui souhaite le démasquer pour écrire un livre. Lui riant au nez, les militaires partent et Victoria lui propose une chambre. Au moment de monter à l’étage, les deux seuls autres clients de l’auberge les attaquent pour voler tout objet de valeur. Felipe qui passait par là, s’en rend compte et va prévenir Diego. Zorro arrive très rapidement sur place, neutralise les voleurs et libère Victoria et l’écrivain.
Moreno, écrivain célèbre de Madrid, est invité par Don Alejandro et fait la connaissance de Diego à l’hacienda. L’écrivain lui demande s’ils ne se sont pas déjà rencontrés car il a une excellente mémoire visuelle. Il annonce aussi à Alejandro que Zorro est célèbre jusqu’en Espagne. Alejandro lui propose alors que Diego lui fasse connaître les environs de Los Angeles et l’aide à réunir des témoignages des habitants.

### Épisode 17: Les Diamants sont presque éternels
- États-Unis : 30 mars 1990 sur The Family Channel.
- France : 1990 sur Canal+

- Valentine Pelka : Leonardo Montez

### Épisode 18: L'Héritage
- États-Unis : 6 avril 1990 sur The Family Channel.
- France : 1990 sur Canal+

- Joseph Boudy
- Noel Sansom
- Dougray Scott : Don Pedro DeSoto
- Jason Levine

### Épisode 19: Un loup dans la bergerie
- États-Unis : 13 avril 1990 sur The Family Channel.
- France : 1990 sur Canal+

- Timothy Bateson : Padre Benites
- John Benfield : Saragoza
- Hector Donna : Carlos Hernandez
- Maurice O'Connell : Don Emilio

### Épisode 20: Dis-moi qui tu hantes
- États-Unis : 20 avril 1990 sur The Family Channel.
- France : 1990 sur Canal+

- Stephen Grief : Torres
- Maurice O’Connell : Don Emilio

Alors que Diego étudie son nouvel intérêt, les fossiles, Don Alejandro arrive pour lui annoncer que l’on a trouvé l’héritier légitime de l’hacienda Portillo : le sergent Mendoza. Diego est surpris puisque Mendoza est un orphelin, mais il s’avère qu’il était cousin germain de l’ancien propriétaire.
Mendoza qui se rend à sa nouvelle demeure, est accueilli par le serviteur Torres. Lui faisant visiter le domaine, Torres lui parle d’une légende : la maison serait hantée. Le premier propriétaire, Don Portillo aurait eu une histoire d’amour malheureuse et s’est pendu à un lustre, il hanterai l’hacienda depuis lors.
A la taverne, l’ancien sergent devenu Don, raconte son histoire de fantôme à Diego et Don Emilio, le caballero qui est son voisin. Bien qu’il refuse de l’admettre, cette histoire l’inquiète. Il invite alors pour le lendemain soir, les deux hommes à un banquet pour fêter son nouveau statut. L’alcade sera aussi présent au repas ainsi que Victoria.

### Épisode 21: Les Chasseurs de primes
- États-Unis : 27 avril 1990 sur The Family Channel.
- France : 1990 sur Canal+

- Richard Yñiguez : Casey Hawkes
- Pedro Losada : un des bandits

Diego tente une nouvelle expérience : utiliser un appareil photo de Nicéphore Niépce. Mais ses tests sont peu concluants et la grotte est régulièrement envahie d’un important nuage de fumée.
Au matin, la malle postale, escortée par deux soldats, passe devant l’hacienda. Elle s’arrête pour prendre une lettre de Don Alejandro puis reprend la route vers Monterey. Un arbre en travers du chemin la pousse à s’arrêter. Le groupe est alors attaqué par une bande d’indiens. Les deux soldats et l’un des conducteurs sont tués. Le second conducteur prend la fuite poursuivi par les indiens. Durant la fuite, le chargement du chariot commence à verser. Un petit tonneau transporté s’avère être rempli de pièces. Les indiens s’arrêtent pour s’en emparer et le chariot peut fuir.
A la taverne, le conducteur, le Señor Hawkes raconte son histoire et le vol de 6 000 pesos. Diego est intrigué car il ne reconnaît pas la tribu d’origine des flèches utilisées. L’argent était destiné aux colonies espagnoles du nord pour contenir les Russes. Mendoza présent à la taverne, prend à partie le survivant, sous entendant une part de lâcheté de sa part. Don Alejandro tente de calmer le jeu rappelant que les indiens de la région sont pacifiques mais le conducteur furieux continue d’accuser les indiens de barbarie.

### Épisode 22: L'Affaire du médium
- États-Unis : 4 mai 1990 sur The Family Channel.
- France : 1990 sur Canal+

- Diane Cary (Diane Civita) : Myatana
- Emilio Lindner : Ricardo Quintana
- Tony Isbert : Arturo

La médium Myatana s’est installée à la taverne. Elle permet à ceux qui le souhaitent d’entrer en contact avec un être aimé décédé. Don Alejandro est sceptique mais le jeune Don Arturo sort émerveillé de la consultation et assure que tout est vrai. L’esprit a divulgué des informations très privées sur sa famille que personne ne pouvait savoir à part son père ou lui-même. La médium sort de sa chambre et s’adresse directement à Don Alejandro de la Vega. Elle assure qu’elle a un message venant de sa femme, Elena de la Vega.
A l’hacienda, Alejandro en parle avec Diego ; il commence à douter. Diego lui répond avec la voix de la raison. Pour lui, le seul message que sa mère pourrait donner est qu’ils l’ont suffisamment pleuré et qu’ils doivent dorénavant penser à leur avenir.

### Épisode 23: Une situation explosive
- États-Unis : 11 mai 1990 sur The Family Channel.
- France : 1990 sur Canal+

- Emilio Lindner : Ricardo Quintana
- Luis Lorenzo : Caporal Gomez

- L’épisode a été librement adapté en roman de littérature jeunesse. Il est sorti en 1991 dans la collection Bibliothèque Rose de l’éditeur Hachette sous le titre : Mauvais quart d'heure pour Zorro (ISBN 978-2-01-018257-0)[15].

### Épisode 24: Une affaire de famille
- États-Unis : 18 mai 1990 sur The Family Channel.
- France : 1990 sur Canal+

- Gerard Logan : Lieutenant Francisco Escalante
- Hunter Tylo : Señora Del Reynoso

Victoria est heureuse. Son frère, le lieutenant Francisco Escalante, vient de revenir à Los Angeles après avoir servi au Mexique. Son arrivée coïncide avec l’arrivée d’une femme. Celle-ci recherche l’hacienda des De la Vega. Se présentant devant Diego, elle affirme être la mère de Felipe. Diego est surpris, il se remémore comment il a trouvé Felipe enfant, seul survivant d’un massacre. Choqué, l’enfant était devenu sourd-muet. C’est Diego, bien que jeune à l’époque, qui a élevé l’enfant et lui a appris à communiquer, lire et écrire. Il laisse le choix à Felipe et accepte qu’il parte avec sa mère.
Francisco Escalante se présente à l’alcade pour entrer dans l’armée. Ramon profite de son ignorance de la situation locale pour le charger d’une mission : capturer Zorro. S’il réussit, il montera en grade.
- Hunter Tylo qui joue la Señora Del Reynoso était la femme de Michael Tylo lors du tournage de la série. Ils ont divorcé en 2005.
- L’épisode a été repris dans le no 4 de la série de comics Zorro chez l’éditeur Marvel. Intitulé Relative Danger! (mars 1991), le scénariste Ian Rimmer reprend l’histoire de Philip John Taylor avec Mario Capaldi au dessin, Stuart Bartlett au lettrage et Elian Peters à la couleur[16].

### Épisode 25: L'Usurpateur
- États-Unis : 25 mai 1990 sur The Family Channel.
- France : 1990 sur Canal+

- Jim Carter : Colonel Mefisto Palomarez
- Maurice O'Connell : Señor Bickle

Le Colonel Palomarez est de retour à Los Angeles. Il présente un document royal modifiant l’octroi des concessions royales dans les colonies espagnoles. Le nouveau document donne pleine propriété de l’ensemble des terres au Colonel. Il donne alors un délai de 48 heures aux habitants pour quitter Los Angeles ou se soumettre à ses ordres. Laissant ses hommes s’installer à la caserne, Palomarez prend possession de l’hacienda des De la Vega, chassant Diego et son père de celle-ci.
Devant le culot des actions de l’homme, Don Alejandro émet alors l’hypothèse que le document est faux. Il défie le Colonel de soumettre le document à une vérification d’authenticité. L’homme refuse et affirme que tout le monde doit lui obéir ou mourir. Le vieux Don lui annonce qu’il va droit vers un soulèvement de la population et qu’une fois les habitants massacrés la terre ne vaudra plus rien : « Sans le peuple, il n’aura rien ». Palomarez accepte alors d’écouter et demande comment faire pour gagner l’acceptation du peuple. Don Alejandro lui propose une audience publique avec un juge impartial pour juger de l’authenticité du document. Ils choisissent Mendoza comme juge : ne possédant pas de propriété, il peut donner un avis neutre.

### Sources principales
- Génériques des épisodes
- Saison 1 sur Internet Movie Database

### Sources secondaires
1. ↑  (en) « Zorro: The Legend Continues », sur imdb.com (consulté le 15 septembre 2019)
2. ↑  (en) « Zorro #3, Marvel », sur comics.org (consulté le 15 septembre 2019)
3. ↑  (en) « Zorro #11, Marvel », sur comics.org (consulté le 15 septembre 2019)
4. ↑  (en) « Zorro #7, Marvel », sur comics.org (consulté le 15 septembre 2019)
5. ↑  (en) « Duncan Regehr talks about his role as Zorro », sur rootshed.com (consulté le 15 septembre 2019)
6. ↑  (en) « Zorro #6, Marvel », sur comics.org (consulté le 15 septembre 2019)
7. ↑  (en) Henry Darrow Delgado et Jan Pippins, Henry Darrow : Lightning in the Bottle, BearManor Media, 205, 392 p. (ISBN 978-1-59393-688-4, lire en ligne)
8. 1 2 3 4  (en) « New World Zorro Reruns and Videos », sur newworldzorro.com (consulté le 15 septembre 2019)
9. ↑  (en) « The New World Zorro - Season 1 », sur newworldzorro.com (consulté le 15 septembre 2019)
10. ↑  (en) « Zorro #1, Marvel », sur comics.org (consulté le 15 septembre 2019)
11. ↑  (en) Ian Rimmer, Zorro 1, Genesis, Marvel Comics, décembre 1990
12. ↑  (en) Terry Rowan, The American Western A Complete Film Guide, novembre 2015, 472 p. (ISBN 978-1-300-41858-0, lire en ligne), p. 456
13. ↑  (en) « Zorro #2, Marvel », sur comics.org (consulté le 15 septembre 2019)
14. ↑  (en) « Zorro #5, Marvel », sur comics.org (consulté le 15 septembre 2019)
15. ↑  « Mauvais quart d'heure pour Zorro », sur livrenpoche.com (consulté le 15 septembre 2019)
16. ↑  (en) « Zorro #4, Marvel », sur comics.org (consulté le 15 septembre 2019)